# SN 2007dr
SN 2007dr – supernowa typu Ia odkryta 27 kwietnia 2007 roku w galaktyce A164156+1522. W momencie odkrycia miała maksymalną jasność 19,90m.